# Чокревский, Томислав
Томислав Чокревский (макед. Томислав Чокревски; 11 декабря 1934, Битола, Королевство Югославия — 5 декабря 2017, Скопье, Республика Македония) — македонский юрист, социолог, бывший министр внутренних дел Республики Македония.

## Образование
Томислав Чокревский окончил юридический факультет Университета Св. Кирилла и Мефодия в Скопье. Степень магистра получил в Белградском университете в 1968 году. Докторскую диссертацию защитил в Скопье в 1972 году.

## Карьера
С 1972 года по настоящее время (2009) преподаёт на юридическом факультете им. Юстиниана I Университета Св. Кирилла и Мефодия в Скопье. С 1992 по 1994 год был ректором университета.
С февраля 1996 по ноябрь 1998 года занимал пост министра внутренних дел Республики Македония в правительстве Бранко Црвенковского

## Семья
Сын Томислава Чокревского Слободан — директор Ветеринарного управления Македонии.